# Аладьинское сельское поселение
Ала́дьинское се́льское поселе́ние — муниципальное образование в Чучковском районе Рязанской области России.

## Население
| 2010  | 2012  | 2013  | 2014  | 2015  | 2016  | 2017  |
| ----- | ----- | ----- | ----- | ----- | ----- | ----- |
| 1422  | ↘1385 | ↘1343 | ↘1318 | ↘1288 | ↘1251 | ↘1242 |
| 2018  | 2019  | 2020  | 2021  |       |       |       |
| ↘1235 | ↘1218 | ↘1200 | ↘1174 |       |       |       |

## Административное устройство
Административное устройство сельского поселения определяются законом Рязанской области от 07.10.2004 № 100-ОЗ.
Границы сельского поселения определяются законом Рязанской области от 11.11.2008 № 164-ОЗ.
В состав сельского поселения входят 10 населённых пунктов
- Аладьино (село, административный центр) — 1059[15]
- Антоново (село) — 0[15]
- Ильино (деревня) — 0[15]
- Коловерти (деревня) — 0[15]
- Красноармейский (посёлок) — 50[15]
- Красное Озеро (село) — 73[15]
- Никоново (деревня) — 0[15]
- Пехорка (деревня) — 3[15]
- Шарапово (село) — 50[15]
- Шеметово (село) — 187[15]